# Мартин, Джесси Л.
Дже́сси Ламо́нт Ма́ртин (урожд. Уо́ткинс; англ. Jesse Lamont Martin, род. 18 января 1969, Роки-Маунт, Виргиния) — американский актёр. Наиболее известен по роли детектива Эда Грина в телесериале «Закон и порядок». Также много играл на Бродвее.

## Ранняя жизнь и образование
Родился в Роки-Маунт, штат Виргиния, городе, который находится на Голубом хребте. Был третьим из пяти сыновей Джесси Рида Уоткинса (англ. Jesse Reed Watkins, 1943 — 2003), водителя грузовика, и Вирджинии Прайс (англ. Virginia Price), советника колледжа. Они развелись, когда Джесси был ребёнком. Его мать снова вышла замуж, и он взял фамилию отчима. Когда Мартин был в начальной школе, семья переехала в Буффало, Нью-Йорк, однако это стало причиной неприятностей Джесси. Мартин ненавидел говорить из-за сильного южного акцента и ему приходилось часто преодолевать застенчивость. Обеспокоенный учитель посоветовал мальчику записаться в вечерний театральный кружок и взял его на роль пастора в пьесу «Золотой гусь». Будучи из Виргинии, молодой Мартин играл своего персонажа единственным ему известным способом: пастор был вдохновенным южно-баптистским проповедником. Пьеса стала хитом, а Мартин раскрепостился.
Учился в старшей школе Академии визуальных и исполнительских искусств Буффало (англ. The Buffalo Academy for Visual and Performing Arts), где он был признан «самым талантливым» в своем выпускном классе. Позже он поступил в театральную программу престижной школы искусств Тиш (англ. Tisch School of the Arts) Нью-Йоркского университета, одновременно был безумно популярным президентом общежития Нью-Йоркского университета, «Рубин Холла», известного здания на пересечении пятой авеню и десятой улицы, где когда-то жил Марк Твен. Отвечал там за десятки постановок и был добр и внимателен с почти тысячью жителями.

## Личная жизнь
В октябре 2006 года вернулся в Буффало в штате Нью-Йорк, чтобы сняться в независимом кино. Пока он ужинал в ресторане, его багаж из внедорожника был украден. Его вещи не были найдены.
Также известен тем, что является гордым жителем Нью-Йорка и твёрдо убеждён, что он никогда его не покинет.

## Фильмография
| Год       |    | Русское название                      | Оригинальное название                 | Роль                                        |
| --------- | -- | ------------------------------------- | ------------------------------------- | ------------------------------------------- |
| 1995      | с  | Одна жизнь, чтобы жить                | One Life to Live                      | Куинси                                      |
| 1995—1998 | с  | Полицейские под прикрытием            | New York Undercover                   | Мустафа, Кайлен Фостер                      |
| 1997      | с  | Улица Надежды 413                     | 413 Hope St.                          | Антонио Коллинз                             |
| 1998—1999 | с  | Элли Макбил                           | Ally McBeal                           | доктор Грег Баттерс                         |
| 1998      | ф  | Ресторан                              | Restaurant                            | Куинси                                      |
| 1999      | с  | Секретные материалы                   | The X-Files                           | Джош Эксли                                  |
| 1999      | тф | Глубоко в моем сердце                 | Deep in My Heart                      | Дон Уильямс                                 |
| 1999—2008 | с  | Закон и порядок                       | Law & Order                           | детектив Эдвард «Эд» Грин                   |
| 1999—2000 | с  | Закон и порядок: Специальный корпус   | Law & Order: Special Victims Unit     | детектив Эдвард «Эд» Грин                   |
| 2001      | с  | Закон и порядок: Преступное намерение | Law & Order: Criminal Intent          | детектив Эдвард «Эд» Грин                   |
| 2003      | ф  | Сезон молодости                       | Season of Youth                       | Рок Уильямс                                 |
| 2004      | тф | Призраки Рождества                    | A Christmas Carol                     | Дух Настоящего Рождества / продавец билетов |
| 2005      | ф  | Богема                                | Rent                                  | Том Коллинз                                 |
| 2006      | ф  | Сладкая полночь                       | The Cake Eaters                       | Джадд                                       |
| 2007      | с  | Частный детектив Энди Баркер          | Andy Barker, P.I.                     | детектив Эдвард «Эд» Грин                   |
| 2008      | тф | Маппетовское Рождество: Письма Санте  | A Muppets Christmas: Letters to Santa | сотрудник почты                             |
| 2009      | с  | Филантроп                             | The Philanthropist                    | Филип Мейдстоун                             |
| 2009      | ф  | Питер и Венди                         | Peter and Vandy                       | Пол                                         |
| 2009      | ф  | Буффало Бушидо                        | Buffalo Bushido                       | Шон                                         |
| 2011      | ф  | Прокол                                | Puncture                              | Дэрил Кинг                                  |
| 2012      | ф  | Радостный шум                         | Joyful Noise                          | Маркус Хилл                                 |
| 2013      | с  | Смэш                                  | Smash                                 | Скотт Николс                                |
| 2014—2023 | с  | Флэш                                  | The Flash                             | детектив Джо Уэст                           |
| 2016—2017 | мс | София Прекрасная                      | Sofia the First                       | Кай                                         |
| 2017      | с  | Супергёрл                             | Supergirl                             | детектив Джо Уэст                           |
| 2023      | с  | Иррациональный                        | The Irrational                        | Алек Мерсер                                 |